# Justin Toshiki Kinjo
Justin Toshiki Kinjo (金城 ジャスティン俊樹 Kinjo Justin Toshiki?, nacido el 22 de febrero de 1997 en Okinawa) es un futbolista japonés que se desempeña como centrocampista.

## Trayectoria

### Clubes
| Club                | País  | Año    |
| ------------------- | ----- | ------ |
| Thespakusatsu Gunma | Japón | 2018 - |

## Estadística de carrera

### J. League
| Club                | Año   | J. League | J. League | Copa J. League | Copa J. League | Total | Total |
| Club                | Año   | Part.     | Goles     | Part.          | Goles          | Part. | Goles |
| ------------------- | ----- | --------- | --------- | -------------- | -------------- | ----- | ----- |
| Thespakusatsu Gunma | 2018  | 14        | 1         | -              | -              | 14    | 1     |
| Total               | Total | 14        | 1         | 0              | 0              | 14    | 1     |